# Uloža
Uloža es un municipio del distrito de Levoča en la región de Prešov, Eslovaquia, con una población estimada a final del año 2024 de 247 habitantes.
Se encuentra ubicado al suroeste de la región, cerca del río Hernád (cuenca hidrográfica del río Tisza) y de la frontera con la región de Košice.

## Demografía
| Año        | 1994 | 2004    | 2014    | 2024     |
| ---------- | ---- | ------- | ------- | -------- |
| Población  | 188  | 186     | 197     | 247      |
| Diferencia |      | −1,06 % | +5,91 % | +25,38 % |

| Año        | 2023 | 2024    |
| ---------- | ---- | ------- |
| Población  | 241  | 247     |
| Diferencia |      | +2,48 % |